# 中国投資
中国投資有限責任公司（ちゅうごくとうしゆうげんせきにんこうし、中国語: 中央投资有限责任公司、英語: China Investment Corporation）は、中華人民共和国の政府系ファンドである。

## 概要
中国投資は2007年9月29日に公式に運用を開始し、外貨準備2000億ドルを運用する。中国では1.4兆ドルの外貨準備を抱えており、中国政府は運用先を探す必要があった。そこで、シンガポールのテマセク・ホールディングスを手本に中国投資有限責任公司が設立された。また子会社に中央匯金投資公司を抱えており、そこを通して中央政府派下のすべての国内中央政府系銀行への投資、回収、ガバナンスも担当している。董事長には中央匯金投資公司の董事長でもある楼継偉が就いた。設立には当時の国務院総理（首相）で走出去を掲げていた温家宝の後押しがあったとされる。
2007年6月、30億ドルでブラックストーン・グループの株式約9.37%を取得した。2007年12月には50億ドルでモルガンスタンレーの株式約9.9％を取得している。2010年2月時点での資産運用規模は3000億ドルに膨らんだとみられている。
2011年、福島第一原子力発電所事故の際に東京電力に投資していた中国投資が損失を被ったと報じられ、中国投資の副総経理である汪建熙は報道に誇張はあるとしつつ東電やソニーなど日本の大企業に投資してることを事実上認めた。2012年には中国投資系のファンドとされるOD05オムニバスチャイナトリーティがトヨタ自動車をはじめとする日本の大企業174～238社の大株主・株主となったと各メディアが報じた。技術力を持つ日本企業に関心を持った当時の中国共産党総書記の胡錦涛の意向を受けた動きという報道もされた。2015年に同ファンドはほぼ株主に名を連ねなくなるも日本三大メガバンクの大株主であるバンクオブニューヨークなど複数の名義による分散などが推測されている。
2015年、森トラストから目黒雅叙園が米ファンドに買収された際は資金の9割が中国投資から出ていたことが注目された。
2017年11月9日、アメリカ合衆国大統領のドナルド・トランプの訪中にあわせ、ゴールドマン・サックスと米国の製造業などに投資する50億ドル規模の共同ファンド「米中産業協力基金」の設立合意に調印した。